# دتلف بوته
دِتلِـف بوته (آلمانی: Detlef Bothe؛ زادهٔ ۲۴ ژوئیهٔ ۱۹۶۵) بازیگر، کارگردان و تهیه‌کننده اهل آلمان است.
از فیلم‌ها یا برنامه‌های تلویزیونی که وی در آن نقش داشته‌است، می‌توان به لیدیتسه، عملیات افراطی، گمنام، به دنبال حقیقت، اسپکتر، ماکس اشملینگ و انتروپوید اشاره کرد.